# Gōtsu (Shimane)
Gōtsu (江津市 Gōtsu-shi?) es una ciudad localizada en la prefectura de Shimane, Japón. En junio de 2019 tenía una población estimada de 23.402 habitantes y una densidad de población de 87,2 personas por km². Su área total es de 268,24 km².

## Geografía

### Localidades circundantes
- Prefectura de Shimane
  - Hamada
  - Ōda
  - Ōnan
  - Kawamoto

## Demografía
Según los datos del censo japonés, esta es la población de Gōtsu en los últimos años.
| Año del censo | Población |
| ------------- | --------- |
| 1995          | 30.740    |
| 2000          | 29.377    |
| 2005          | 27.774    |
| 2010          | 25.697    |
| 2015          | 24.468    |